# 娘娘腔
娘娘腔，或稱娘砲、娘氣，粵語叫乸型，是一種對男性使用的歧視語，具有性別刻板印象意涵且含有歧視意味。用来形容一个男性更倾向女性的传统特征，无论在言谈举止（例如蘭花指、女性化用詞、聲調等等），穿衣打扮或者性别角色方面。

## 词语概述
这是一个常用来形容一位生理男性的行为举止、穿衣风格和外表像傳統生理女性的專用词。雖然單純地形容一位男性是女性化不一定有指责的意思，但“娘娘腔”一词最常在人们赞同男性应该符合传统的男性特征和行为的观点中出现，因此是一種對於不合傳統男性形象的生理男性的歧視性用語。
“娘炮”大概是“假小子”（具有男性特征或兴趣的女孩）的男性逆词，但带有更强烈的负面含义。2015年发表的研究表明，这些术语的污名化力量是不对称的：娘炮几乎总是贬义的，并传达出更大的严重性，而假小子很少引起那么多的关注，但也引起了符合社会期望的压力。

## 社会行动
2011年5月，台湾立法机构通过《性别平等教育法》修正草案，将“娘娘腔”、“娘炮”、“死gay”纳入“性霸凌”范畴，被骂者可依法投诉，骂人者可遭开除学籍。教师如未在24小时内通报性霸凌事件，除罚款15万元新台币外，还将被解聘。
2017年，中国妇女报发布性别歧视类禁用词，“娘炮”一词包括在列。

## 娱乐圈
2021年8月底，中國大陸媒體光明日报發文批評“娘炮形象”，隨後中國廣電總局在通知中要求廣播機構必須杜絶娘炮現象。此舉俗稱「禁娘令」，受此影響，黃子韜、蔡徐坤等男藝人留起鬍子和秀肌肉，試圖改變以往的陰柔形象。有观点认为，中国官方媒体反对“娘炮形象”，本质上是反对资本裹挟下的单一审美。也有观点认为，在官方语言中出现这种歧视性的语言是一种不包容的做法，将助长针对少数群体的霸凌。

## 在性别和LGBT研究中
在《The "Sissy Boy Syndrome" and the Development of Homosexuality》（1987年）一书中，性学家理查德·格林比较了两组男孩：一组是传统的男性；另一组，格林称之为“女性化的男孩”，其他孩子称之为“娘炮”，从事玩偶游戏和其它典型的女孩的行为。在他15年的纵向研究中，格林观察了后来变成变性人或同性恋的男孩以及对照组的跨性别行为，并利用测试、问卷、访谈和随访，分析了诸如对运动的兴趣、游戏室玩具的偏好、玩偶游戏幻想、身体行为（"像女孩一样"与粗暴的游戏）、变装和心理行为等特征。:21–29他还研究了父母关系:353–369的影响和对非典型行为的反应。后来的跟踪调查发现，3/4的女性化的男孩或“娘炮”的男孩成为了同性恋或双性恋者，而对照组中只有一个成为了同性恋或双性恋者。然而，对先天/后天问题的分析并无定论。:385